# 上科羅佩茨
48°25′58″N 22°47′5″E / 48.43278°N 22.78472°E
上科羅佩茨（烏克蘭語：Верхній Коропець），是烏克蘭西部外喀爾巴阡州穆卡切沃區上科罗佩茨市镇内的村落及其行政中心。始建於1300年，面積2.01平方公里，海拔高度139米，2001年人口1,362，人口密度每平方公里677.61人。